# Sattelspitzen
Sattelspitzen är en bergstopp i Schweiz.   Den ligger i distriktet Gruyère och kantonen Fribourg, i den sydvästra delen av landet, 40 km söder om huvudstaden Bern. Toppen på Sattelspitzen är 2 123 meter över havet, eller 221 meter över den omgivande terrängen. Bredden vid basen är 1,4 km.
Terrängen runt Sattelspitzen är kuperad åt sydväst, men åt nordost är den bergig. Närmaste större samhälle är Saanen, 9,3 km söder om Sattelspitzen. 
I omgivningarna runt Sattelspitzen växer i huvudsak blandskog. Runt Sattelspitzen är det ganska glesbefolkat, med 29 invånare per kvadratkilometer.